# 장 아드리앙 기녜
장 아드리앙 기녜(프랑스어: Jean-Adrien Guignet, 1816년 1월 21일~1854년 5월 19일)는 프랑스의 오리엔탈리즘 화가이다.
기녜는 프랑스 안시에서 태어나 오툉에서 자랐다. 그는 프랑스의 화가인 이폴리트 미쇼(Hippolyte Michaud)의 친구였다. 기녜는 당대에 잘 나가는 동양화가였으며 특히 이집트를 배경으로 한 그림을 많이 그렸다. 그는 1854년 38세의 나이로 파리에서 사망했다.

## 작품

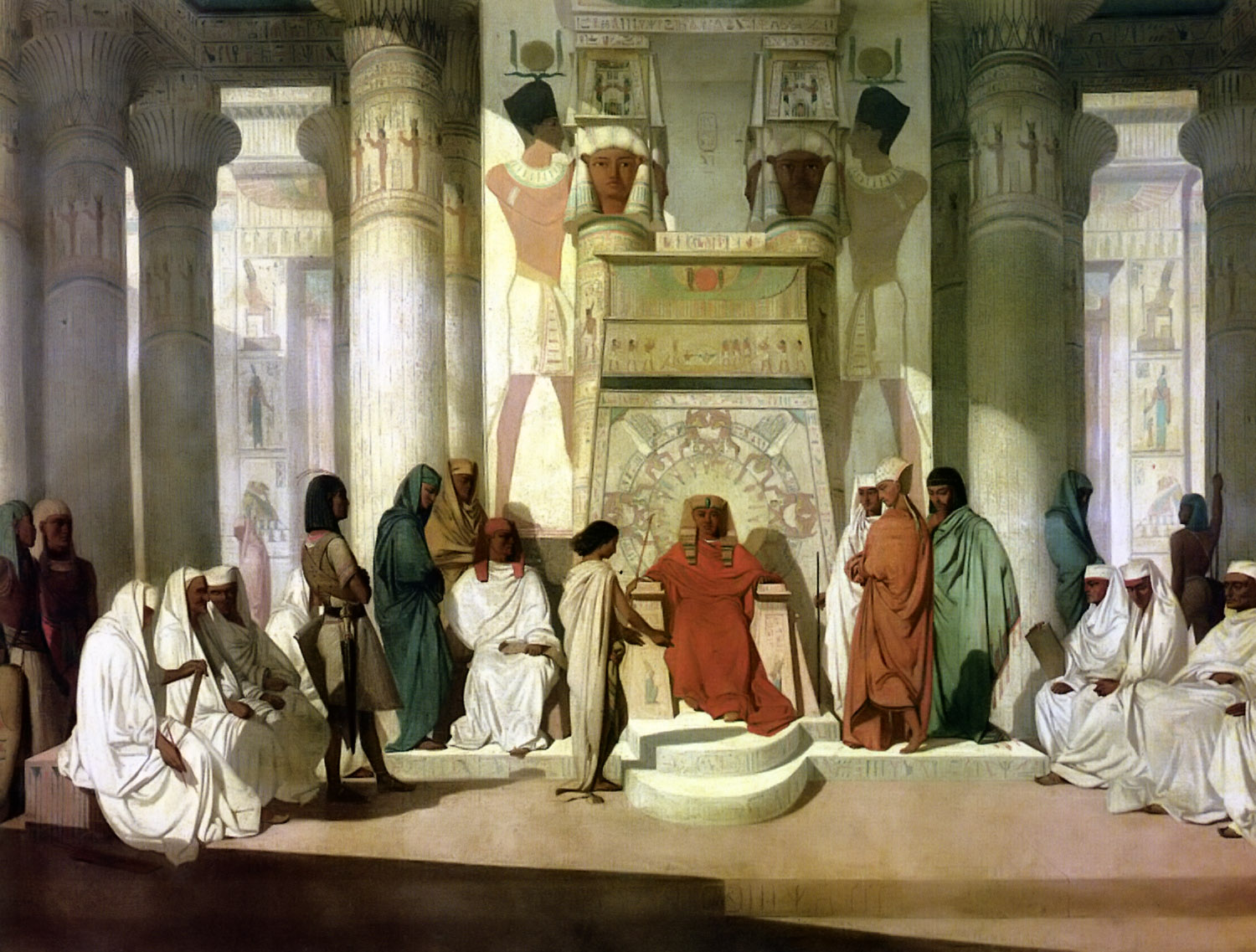
《파라오의 꿈을 설명하는 요셉》(Joseph expliquant les rêves du pharaon), 1845년, 루앙 미술관
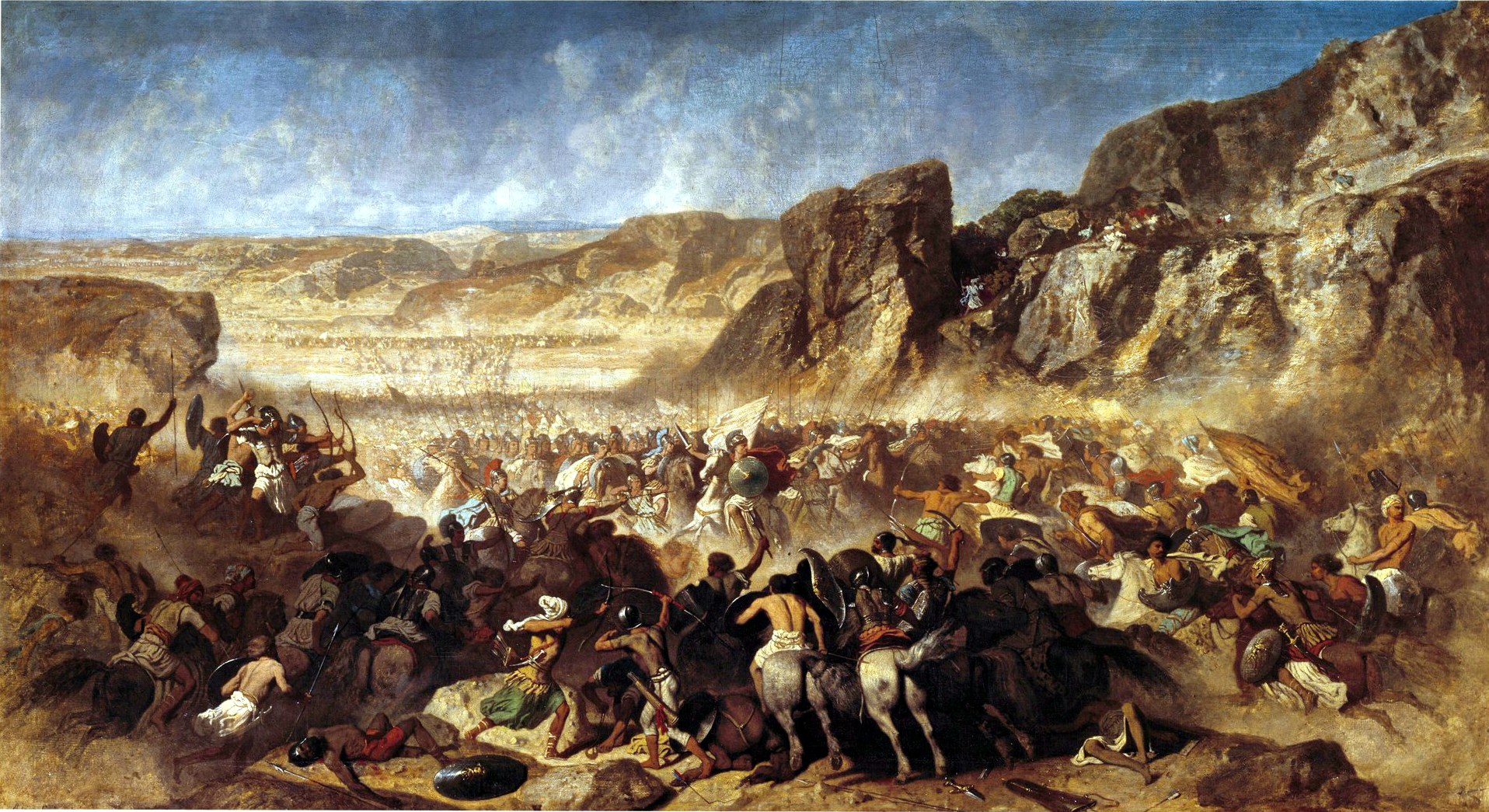
《쿠나크사 전투에서 만군의 퇴각》, 1843년경, 루브르 박물관
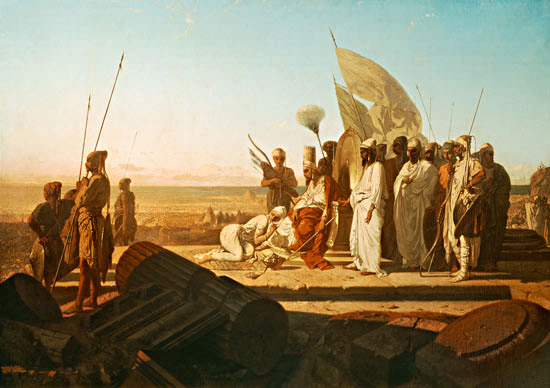
《헬레스폰트에서 크세르크세스 1세》(Xerses à l'Hellespont), 롤랭 박물관
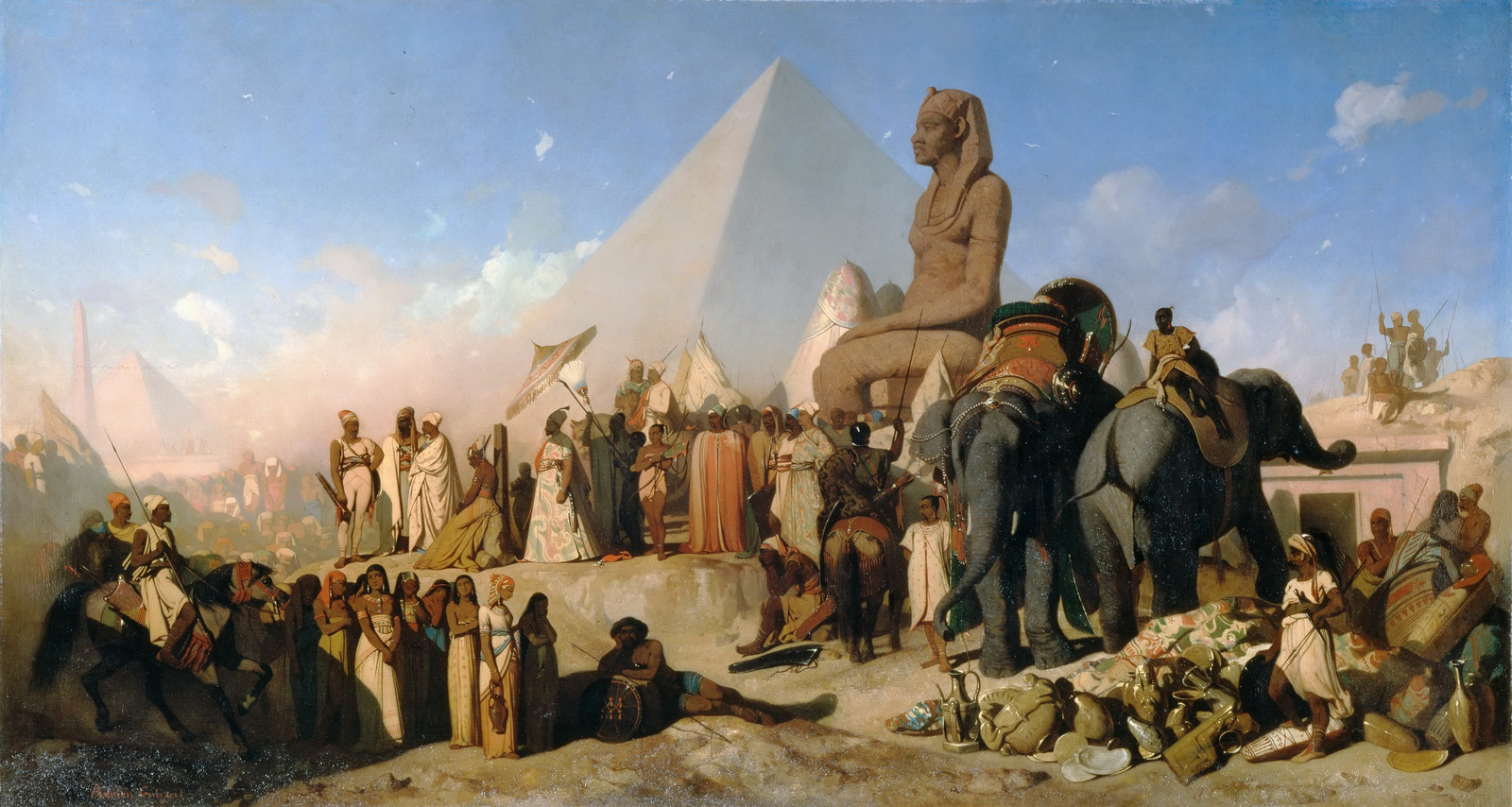
《펠루시움 전투 이후 캄비세스 2세와 프삼티크 3세의 만남》, 루브르 박물관